# Onga Linea
L'Onga Linea è una struttura geologica della superficie di Europa.